# لاپیلی
لاپیلی (به انگلیسی: Lapilli) یک اصطلاح طبقه بندی اندازه برای تفرا (به انگلیسی: tephra) است، ماده‌ای است که طی فوران آتشفشان از هوا می‌افتد یا در برخی از اثرات شهاب سنگ‌ها یافت می‌شود. با تعریف محدودهٔ سنگ‌های آتشفشانی، قطر لاپیلی از ۲ میلی‌متر تا 32 میلی‌متر است. ذرات آذر آواری بزرگتر از 32 میلی‌متر را بمب آتشفشانی گویند که به صورت بلوک‌های آتشفشانی شناخته شده هستند. مواد آذر آواری کوچکتر از ۲ میلی‌متر را خاکستر آتشفشانی گویند.

## شکل‌گیری
لاپیلی‌ها کروی هستند و شکل آنها همانند دکمه، دمبل یا شکل قطرات اشک است که گویای این است که مواد مذاب و گدازه نیمه مذاب خارج شده از فوران آتشفشان در حال سقوط به زمین بوده‌اند که به این شکل درآمده‌اند.
این گرانول‌ها برافزایشی هستند اما در نتیجه مستقیم خنک شدن ماده مذاب در طی پرواز هوایی خود به وجود آمده‌اند.
توف‌های لاپیلی یک فرم بسیار رایج از سنگ‌های آتشفشانی ریولیتی، آندزیتی و داسیتی هستند که جزو فوران‌های آذر آواری محسوب می‌شوند. در اینجا، لایه‌های ضخیم سنگ‌های آتشفشانی را می‌توان در افزایش فوران بازال به شمار آورد.
اکثر توف‌های آتشفشانی که در حوزه‌های باستان قرار می‌گیرند به وسیلهٔ تجمع مواد مذاب و جوش سنگ‌های آتشفشانی نیمه مذاب تشکیل شده‌اند که امروزه به عنوان توف جوش داده شده شناخته می‌شود.
گرمای حاصل از شمع‌های آتشفشانی تازه تشکیل شده دلیلی است برای نیمه مذاب بودن مواد مذابی که موجب صاف شدن و جوش داده شدن آنها بهم می‌شود.
بافت توف‌هایی که بهم جوش خورده‌اند از هم متمایز هستند، که شامل لاپیلی‌های مسطح، بلوک و بمب‌های مسطح شده به اشکال مدور با لایه بندی‌هایی موازی می‌شوند. این سنگ‌ها کاملاً سفت و سخت وکاملا بهم جوش خورده‌اند و تثبیت شده‌اند و به راحتی ساییده نمی‌شوند.

### رشد افزایشی لاپیلی
توپ‌های گرد شده تفرا، اگر از ذرات خاکستر آتشفشانی تشکیل شده باشند لاپیلی‌های برافزایشی نامیده می‌شوند. لاپیلی‌های برافزایشی در اثر فوران‌های آتشفشانی به وجود آمده‌اند ویا توسط ابرهایی با رطوبت یا توسط نیروهای الکترواستاتیک تشکیل شده‌اند. خاکستر آتشفشانی، هسته لاپیلی‌ها را تشکیل می‌دهد. سنگ‌های آتشفشانی برافزایشی شبیه سنگ‌های آتشفشانی hailston هستند که با افزایش لایه‌های متحدالمرکز در اطراف هسته مرکزی به وجود می‌آیند.
این بافت را نباید با بافت spherulitic و axiolitic اشتباه گرفت.

### لاپیلی‌های زره‌پوش (دارای‌لایه بندی)
این لاپیلی‌ها از انواع لاپیلی‌های برافزایشی هستند، هرچند این لاپیلی‌ها دارای هسته کریستالی یا لیتیک پوشیده شده هستند که توسط لایه‌هایی درشت دانه و خاکسترپوشیده شده‌اند.
لاپیلی‌های زره پوش فقط در فوران‌های هیدروکلاستیک تشکیل می‌شوند که در آن رطوبت بسار زیادی وجود دارد. این رطوبت و بخار حاوی خاکسترهای منسجم شده‌ای هستند که به ذرات آنها چسبیده است.